# Lajeosa do Mondego
Lajeosa do Mondego é uma povoação portuguesa sede da Freguesia de Lajeosa do Mondego do Município de Celorico da Beira, freguesia com 12,46 km² de área e 627 habitantes (censo de 2021), tendo, por isso, uma densidade populacional de 50,3 hab./km².

## Demografia
A população registada nos censos foi:
| Distribuição da População por Grupos Etários | Distribuição da População por Grupos Etários | Distribuição da População por Grupos Etários | Distribuição da População por Grupos Etários | Distribuição da População por Grupos Etários |
| -------------------------------------------- | -------------------------------------------- | -------------------------------------------- | -------------------------------------------- | -------------------------------------------- |
| Ano                                          | 0-14 Anos                                    | 15-24 Anos                                   | 25-64 Anos                                   | > 65 Anos                                    |
| 2001                                         | 104                                          | 146                                          | 381                                          | 152                                          |
| 2011                                         | 87                                           | 49                                           | 390                                          | 172                                          |
| 2021                                         | 52                                           | 51                                           | 299                                          | 225                                          |

## Património
- Anta da Arquinha da Moura